# Rey Arturo (DC Comics)
Rey Arturo (Arturo Pendragon) es un personaje ficticio, un cómic Rey publicado por DC Comics. Arturo debutó en New Comics # 3, (febrero de 1936), y fue creado por Rafael Astarita. El personaje se basa en el mítico gobernante Rey Arturo, cuyas primeras apariciones registradas fueron en Annales Cambriae, la Historia Brittonum y el Y Gododdin. El personaje del Rey Arturo fue popularizado por la segunda gran obra de Godofredo de Monmouth, Historia Regum Britanniae (Historia de los Reyes de Gran Bretaña).

## Historial de publicación
La versión de Rey Comics de DC Comics apareció por primera vez en New Comics # 3 (febrero de 1936), iniciando una adaptación de seis temas de La historia de Sir Gareth de Orkney de Sir Thomas Malory. Esta fue también una de las primeras apariciones de un personaje recurrente en un título de DC Comics, y es anterior al debut de Superman en 1938.

## Biografía del personaje ficticio

### New Comics
Rey Arturo aparece en New Comics # 3 La historia de Sir Gareth de Orkney y aparece junto a su esposa Ginebra, su amigo Merlín, Sir Lancelot y Gareth.

### Batman
Rey Arturo está presente en Batman # 36, una posible fantasía titulada "Sir Batman en la Corte del Rey Arturo" en la que el Profesor Carter Nichols usa su dispositivo "Máquina de Rayos del Tiempo" para enviar a Batman y Robin al pasado usando "hipnosis de viaje en el tiempo" para La corte de Arturo en Camelot.

### Shining Knight
El Rey Arturo reaparece en Adventure Comics # 66, un cuento en el que Merlín le entrega a Shining Knight una armadura mágica (que protege a su portador de todo tipo de daño), una espada (capaz de cortar cualquier sustancia excepto el traje mencionado anteriormente), y un caballo alado llamado Victory. Shining Knight luego entrega el Santo Grial al Rey Arturo en Camelot en Swamp Thing vol. 2 # 87 (junio de 1989).

### Familia Marvel
En Marvel Family # 70, Merlin envía una armadura al futuro, donde la lleva Sterling Morris, descendiente del Rey Arturo, y lo envía de regreso a Camelot. La familia Marvel lo sigue en el tiempo y encuentra que Arturo está ausente en la Cruzada de la Reina Ginebra, que quedó para gobernar el Reino, que fue capturado por el Mago Negro, que busca apoderarse del Reino. Merlín ha traído a Morris de nuevo para gobernar el Reino mientras Arturo está ausente. Los Marvels rescatan a Ginebra y recuperan a Arturo de las Cruzadas. Los Caballeros de Arturo derrotan a las fuerzas del Mago Negro y es capturado por Sterling.

### Silent Knight
Arthur reaparece en Brave and the Bold # 1, una historia en la que Merlín actúa como una guía para el joven escudero Brian Kent, quien luego se convierte en Silent Knight.

### World's Finest Comics
En World's Finest Comics vol. 1 #42 figuras cómic, Doc y Fatty viajan de regreso a la corte del Rey Arturo usando un dispositivo único llamado "Time-Typer", que es básicamente una máquina de escribir mejorada. Doc y Fatty se encuentran con el Rey y se les dice que necesitan matar a un dragón para poder sentarse en la Mesa Redonda. Más tarde pilotan un dragón robot e intentan estafar al Rey Arturo.
Flecha Verde y Veloz viajan al planeta de la selva de Tropicus en World's Finest Comics vol. 1 # 52, allí Green Arrow se encuentra con el Rey Arturo y Daniel Boone en una historia titulada "Una espada, un rifle y un arco". Flecha Verde, Rey Arturo y Daniel Boone se ven obligados a hacer un duelo en una arena alienígena contra los mejores espadachines, tiradores y arqueros de Tropican. Al final de esta historia inverosímil, ambos héroes regresan inexplicablemente a la Tierra, ya que la capital de Tropicus es destruida por una erupción volcánica.
El Rey Arturo también aparece en el World's Finest Comics vol. 1 #162, una historia en la que tanto Superman como Batman son arrastrados en el tiempo a Camelot a través del uso de "Neblina del Tiempo", por una raza de alienígenas cambiantes de forma de piel púrpura sin nombre, que engañan a Batman y Superman para ayudarlos a derrocar a Camelot. Los extraterrestres disfrazados afirman que Arturo, Merlín y los Caballeros de la Mesa Redonda son en realidad impostores extraterrestres que los han alejado de Camelot. Con su ayuda, Arturo y los Caballeros son derrotados, durante la pelea, Superman es aturdido por el Rey Arturo empuñando a Excálibur y Batman es herido por la lanza mágica de Sir Galahad. Batman y Superman más tarde les ayudan en su rescate cuando el engaño se revela debido a que el Rey Arturo alienígena menciona la electricidad, y con la ayuda de poderes de caballeros con poderes mágicos como el anillo de fuego de Sir Bors, la súper velocidad de Sir Bohart, el manto de invisibilidad de Sir Kay, y poderes crecientes, la invulnerable armadura de Sir Lancelot, el cinturón de Gawain que da súper fuerza, y los hechizos mágicos de Merlín, los alienígenas son expulsados de Camelot. Al final de la historia, Superman y Batman son caballeros del Rey Arturo.

### Etrigan
Arturo hace una aparición tangental en The Demon vol. 1 # 1, una historia donde Merlín reclutó al demonio Etrigan en la defensa de Camelot, en contra de la llegada de Morgana Le Fey, a su ejército de demonios, y al hijo de Arturo, Mordred. Más tarde en The Demon vol. 2 # 16-20, Merlín estableció a Sir Percival, el Caballero Dorado, para proteger la salida terrestre de la Región Más Allá, que se encuentra en Inglaterra. La región más allá es donde el Rey Arturo hizo que Merlín desterrara a todas las entidades místicas peligrosas nativas de Gran Bretaña.

## Otras versiones
- Una versión alternativa de Arturo aparece en la serie maxi de 1982 Camelot 3000, donde duerme debajo de Glastonbury Tor, pero se despierta en el año 3000 para evitar una invasión alienígena encabezada por su hermana Morgana Le Fey
- Un Arturo alternativo también aparece en la miniserie de 1992 Batman: Dark Knight of the Round Table.

## Breve bibliografía
- New Comics #3,4,5,6,7,8 (febrero–septiembre de 1936)
- Adventure Comics #66 (septiembre 1941)
- Superman vol. 1 #38 (febrero de 1946)
- All-American Comics #72 (abril de 1946)
- Batman vol. 1 #36 (septiembre de 1946)
- World's Finest Comics vol. 1 #42 (octubre de 1949),
- World's Finest Comics vol. 1 #52 (julio de 1951)
- Brave and the Bold #1 (agosto de 1955)
- Superboy vol. 1 #75 (septiembre de 1959)
- Superman's Pal Jimmy Olsen #53 (junio de 1961)
- Superboy vol. 1 #103 (marzo de 1963)
- World's Finest Comics vol. 1 #162 (septiembre de 1966)
- The Demon vol. 1 #1 (agosto de 1972)
- All Star Comics #65 (abril de 1977)
- Camelot 3000 #1-12 (diciembre de 1982-abril de 1985)
- Swamp Thing vol. 2 #87 (junio de 1989)
- The Demon vol. 2 #16 (1992)
- Batman: Dark Knight of the Round Table #1-2 (diciembre de 1998-enero de 1999)
- Hellblazer vol. 2 #113-114 (junio–julio de 2008)
- Madame Xanadu vol. 2 #1 (agosto de 2008)
- Trinity #21 (octubre de 2008)
- Demon Knights #1 (noviembre de 2011)

## En otros medios

### Animación
- Rey Arturo aparece en el episodio de Las Aventuras de Superboy, "The Black Knight".
- Rey Arturo aparece en el episodio de Legends of Tomorrow, "Camelot/3000", interpretado por Nils Hognestad. Él es lavado de cerebro para ser malvado por un Rip Hunter con el mismo cerebro que trabaja para la Legión del Mal.

### Acción en vivo
Francis Magee interpreta al personaje en el Universo extendido de DC, como se muestra en la Liga de la Justicia. El Rey Arturo aparece como el gobernante de la antigua Inglaterra, durante una escena que representa una invasión de Apokoliptian desde Darkseid a través de su oficial militar Steppenwolf, y su ejército de Parademons. Arturo Pendragon dirige los ejércitos de la humanidad antigua, junto a las fuerzas combinadas de los Dioses Olímpicos Antiguos, las Amazonas, los Green Lantern Corps y los Atlanteanos. Las fuerzas alineadas logran detener los adelantamientos de la Tierra.